# La copa dorada (película de 2000)
La copa dorada es una película de drama romántico del año 2000 dirigida por James Ivory. El guion de Ruth Prawer Jhabvala está basado en la novela homónima de 1904 de Henry James, quien consideró al libro su obra maestra.  Está protagonizada por Kate Beckinsale, James Fox, Anjelica Huston, Nick Nolte, Jeremy Northam, Madeleine Potter y Uma Thurman.

## Trama
El empobrecido príncipe romano Amerigo está comprometido con la socialite estadounidense Maggie Verver. Maggie tiene una relación muy estrecha con su padre millonario Adam, un magnate viudo que vive en Inglaterra y planea un museo en Estados Unidos para albergar su colección de arte y antigüedades.
Sin que su prometida lo supiera y antes de su compromiso, Amerigo tuvo una breve y apasionada aventura con Charlotte, la amiga de Maggie. Ambos estaban sin un centavo y Amerigo rompió su relación debido a su compromiso. Charlotte todavía está enamorada de él cuando visita a su amiga común Fanny Assingham en Londres. Maggie la invita a la boda y, a petición de Maggie, Amerigo lleva a Charlotte a una tienda de antigüedades para buscar un regalo de bodas. El propietario Jarvis les muestra una copa, tallada en una sola pieza de cristal de roca, que, según él, está impecable. Amerigo nota una grieta. Charlotte afirma no ver la grieta, sólo la belleza de la copa. No está segura de comprar la copa, por lo que Jarvis lo reserva en espera de su decisión.
Maggie y Amerigo se casan y tienen un hijo. Adam y Charlotte también se casan, para deleite de Maggie. Pasan tres años y las vidas de las dos parejas están estrechamente entrelazadas. La cercanía de Maggie y Adam aleja a sus cónyuges. Fanny sospecha correctamente que Amerigo y Charlotte han reavivado su relación. Maggie también sospecha y confía en Fanny, pero Fanny, queriendo proteger los sentimientos de Maggie, intenta disuadir esos pensamientos. Adam observa interacciones cercanas entre Charlotte y Amerigo, pero permanece en silencio, no queriendo que Maggie salga lastimada.
Maggie busca un regalo de cumpleaños para su padre en la tienda de Jarvis y elige la copa que Jarvis había reservado para Charlotte años atrás. Jarvis lo entrega en su casa. Mientras está allí, reconoce fotografías de Amerigo y Charlotte y revela inocentemente que fueron la pareja que originalmente consideró comprar la copa antes de la boda. Maggie se da cuenta de que los dos no se conocían por primera vez, como siempre había supuesto, y le expresa sus sentimientos a Fanny. Fanny rompe el recipiente de cristal, diciendo que es la única prueba de que Amerigo y Charlotte están juntos, y que puede fingir que no pasó nada. Maggie se enfrenta a Amerigo, quien confiesa. Maggie dice que la copa representa su matrimonio, parecía hermoso y perfecto pero tenía defectos. Amerigo le ruega a Maggie que no se lo diga a su padre y que no se vaya. Maggie acepta no decírselo a su padre por miedo a lastimarlo, pero no está segura de lo que siente por su marido.
Adam se muestra distante y le sugiere a Charlotte que regresen a Estados Unidos para la inauguración de su museo. Ella se opone firmemente. La tensión aumenta cuando Amerigo y Maggie llegan con los Assingham. Amerigo se muestra distante con Charlotte, a quien le preocupa que Adam y Maggie sepan del asunto. Maggie y Adam acuerdan separarse para proteger a sus familias. Maggie y Amerigo se preparan para mudarse permanentemente a Italia, mientras Adam pone a Charlotte a cargo de empacar los artefactos en preparación para su mudanza a Estados Unidos. Charlotte le ruega a Amerigo que se escape con ella, pero él rechaza la idea y se siente culpable por haberle sido infiel y mentirle a su esposa. Charlotte se reconcilia con Adam y la película termina con la pareja llegando con fanfarria a una ciudad estadounidense.

## Elenco
- Uma Thurman como Charlotte Stant
- Jeremy Northam como Príncipe Amerigo
- Kate Beckinsale como Maggie Verver
- James Fox como el coronel Bob Assingham
- Nick Nolte como Adam Verver
- Anjelica Huston como Fanny Assingham
- Madeleine Potter como Lady Gladys Castledean
- Nicholas Day como Lord Castledean
- Peter Eyre como A. R. Jarvis

## Producción
El director Ivory, el productor Merchant y la guionista Jhabvala colaboraron anteriormente en las adaptaciones cinematográficas de las novelas de Henry James The Europeans y Las bostonianas. Un conflicto estalló entre Northam y Beckinsale después de que esta última le pidiera que caminara más rápido en una escena para evitar pisar la cola de su vestido. Northam estaba tan enojado porque una colega le indicara algo, que se volvió beligerante con Beckinsale; su compañero, Michael Sheen, respondió dándole un puñetazo en la cara.  
La película se rodó en varios lugares de Inglaterra, incluido el castillo de Belvoir en Leicestershire, Burghley House en Lincolnshire, Helmingham Hall en Suffolk, el Kew Bridge Steam Museum y Syon House en Middlesex, y Lancaster House y Mansion House en Londres. Las ubicaciones italianas incluyeron el Palazzo Borghese en Artena y el Castillo del Príncipe Massimo en Arsoli.
La banda sonora incluye "Moonstruck" de Lionel Monckton e Ivan Caryll, "Sarabande" de Claude Debussy y "Wall Street Rag" de Scott Joplin.

## Estreno
La película se estrenó en el Festival de Cine de Cannes de 2000. Cuando recibió una buena recepción, los ejecutivos de Miramax Films, el distribuidor original, pidieron a Ivory y Merchant que hicieran varios cortes para acortar su tiempo de ejecución. Dado que se negaron, la empresa vendió la película a Lions Gate. 
La película se estrenó en toda Europa antes de su estreno limitado en los Estados Unidos el 27 de abril de 2001, tras una proyección anterior en el Festival Internacional de Cine de Palm Springs. Se estrenó en cinco pantallas y ganó 90.170 dólares en su primer fin de semana. En su estreno más amplio en Estados Unidos, se proyectó en 117 salas. Finalmente recaudó 3.050.532 dólares en los EE. UU. y 2.703.146 dólares en los mercados extranjeros para una taquilla mundial total de 5.753.678 dólares. 

## Recepción de la crítica
La copa dorada recibió críticas mixtas a positivas. Rotten Tomatoes, el agregador de crítica dice: "Proveniente del equipo Merchant-Ivory, La copa dorada es visualmente impresionante, pero los realizadores tienen dificultades para transportar las caracterizaciones de la novela de Henry James a la pantalla". 
El New York Times observó: "Al traducir la novela a una película, el productor Ismail Merchant, su socio director, James Ivory, y su guionista favorita, Ruth Prawer Jhabvala, han hecho una película que es una declaración ambiciosa y profundamente ambigua sobre su propia pasión por la sensibilidad cultivada y de alta cultura personificada por James y E. M. Forster, en contraposición a la cultura de masas más cruda que ha eclipsado a estos héroes literarios... Gran parte del diálogo en el guion cuidadosamente elaborado de Jhabvala expresa sentimientos que permanecen tácitos en la novela, y este es el mayor problema de la película. No importa qué tan bien se hayan traducido los pensamientos de los personajes al hablante, el acto de comprimir sus ricas y complejas vidas internas en un diálogo sin recurrir a la narración en off tiende inevitablemente a abaratarlos y a convertirlos en un drama sobre la revelación de verdades ocultas en el lenguaje más conciso y común de una telenovela inteligente." 
Roger Ebert, del Chicago Sun-Times, observó: "Admiré esta película. Me mantuvo a distancia, pero ahí es donde se supone que debo estar; después de todo, los personajes están a distancia unos de otros, y la tragedia de "La historia está implícita, pero nunca se dice en voz alta. Creo que será útil familiarizarse con la novela o sentir simpatía por los personajes". 
Mike Clark de USA Today calificó la película con dos de cuatro estrellas y comentó: "Demasiados diálogos suenan como actores leyendo líneas, e incluso los mejores intérpretes de la película parecen actuar en el vacío. La película crea buena voluntad (o incluso gran voluntad) en las escenas iniciales porque es muy hermosa, pero el resto es tan arduo que incluso el significado revelado del artefacto del título provoca un encogimiento de hombros". 
Emanuel Levy de Variety calificó la película como "muy desigual, con algunos maravillosos toques de época pero también más de unos pocos momentos tediosos", "de buen gusto, tímida y decorosa" y "una película literaria de ritmo deliberadamente lento que lleva demasiado tiempo para generar impulso narrativo y explorar sus conflictos dramáticos centrales." Y añadió: "El hábil retrato de James de la fragilidad humana y su experimentación en el modo narrativo sólo encuentran de forma intermitente una expresión vívida en el trabajo de Ivory y de la guionista Prawer Jhabvala. Todo en la película, particularmente en el último carrete, está narrado de forma explícita, de manera literal... Los valores de producción, en particular el diseño de Andrew Sanders y el vestuario de John Bright, son exquisitos, pero decoran una película que es demasiado lenta y sólo esporádicamente envolvente". 

## Premios y nominaciones
James Ivory fue nominado a la Palma de Oro en el Festival de Cine de Cannes de 2000.  El diseñador de producción Andrew Sanders ganó el premio Evening Standard British Film Award al mejor logro técnico/artístico.

## Otras lecturas
- Tibbetts, John C., and James M. Welsh, eds. The Encyclopedia of Novels into Film (2nd ed. 2005) pp 157–158.

- Datos: Q1774070